# Королівська Нігерійська компанія

Прапор Королівської Нігерійської Компанії

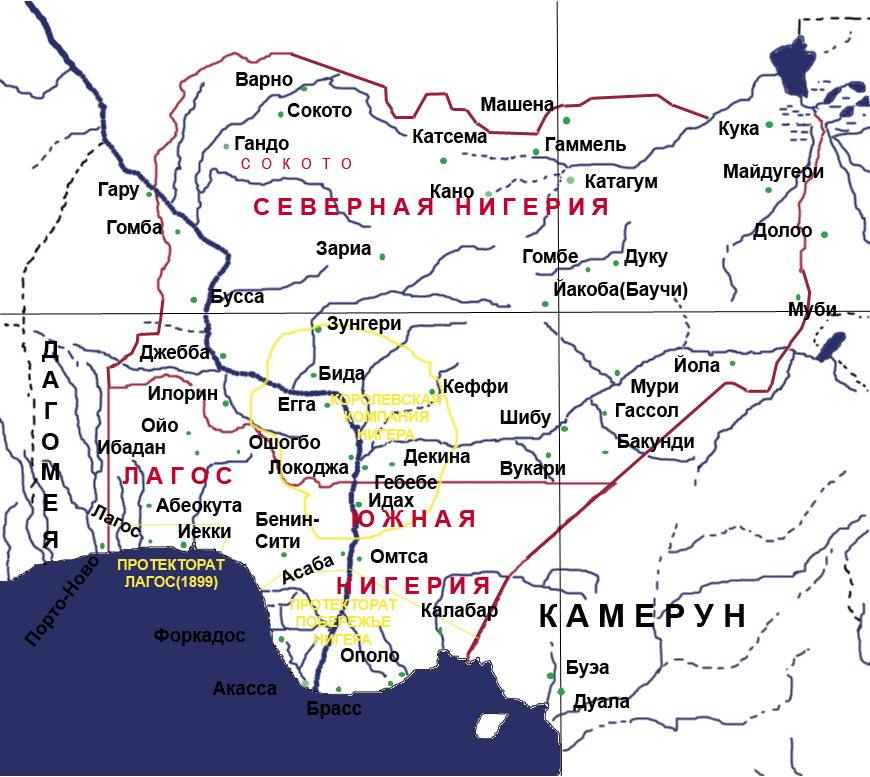
Карта на 1899 рік

Королівська Нігерійська компанія — це одна з торгових компаній, створених урядом Великої Британії в XIX столітті. Вона стала основою сучасної держави Нігерія.

## Історія
У сера Джорджа Таубман Голді народилася ідея приєднати до Британської імперії маловивчені райони в нижній і середній течії річки Нігер, і протягом 20 років він реалізовував цю ідею. Метод, який він вибрав для реалізації своєї мети, це відродження державних торговельних компаній (королівських компаній), остання з яких була Британська Ост-Індійська компанія. Першим кроком було об'єднання всіх британських комерційних інтересів в регіоні сучасної Нігерії, і це Голді зробив в 1879 році, коли була створена Об'єднана Африканська Компанія. У 1881 році Голді намагався отримати право на статут від уряду Гладстона, але зазнав невдачі.
В цей же час французькі торговці, за підтримки Леона Гамбетта, закріпилися в нижній течії річки, що ускладнювало отримання компанією прав на територію, але французькі права були викуплені в 1884 році, що дозволило Голді на Берлінській конференції 1884–1885 років по Західній Африці, коли він був присутній як експерт по Нігеру, заявити, що в Нижньому Нігері британці присутні на одинці. Так узбережжя в регіоні дельти Нігеру опинилася під протекторатом Великої Британії. Голді уклав понад 400 політичних договорів з лідерами племен Нижнього Нігеру і з племенами хауса. Сумніви Британського уряду були подолані, статут був прийнятий (липень 1886 року) і Об'єднана Африканська Компанія стала Королівською Нігерійською компанією з лордом Абердером як губернатора і Голді як віце-губернатора.

## Втрата територій
Однак стало очевидно, що приватна компанія не може конкурувати з державною підтримкою протекторатів Франції і Німеччини, наслідком чого 1 січня 1900 року Королівська Нігерійська компанія передала свої території уряду Великої Британії за 865 000 фунтів стерлінгів. На цих територіях, додавши до них невеликий протекторат Нігерський берег, вже під владою Британської Імперії були сформовані два протекторати: Північної та Південної Нігерії.

## Після 1920-го року
У 1920 році британська компанія Lever Brothers купила компанію, яка була зареєстрована під назвою Нігерійської компанії. В результаті негативних тенденцій цін на товарному ринку, Королівська Нігерійська компанія об'єдналася в 1929 році з Африканською і Східною торговими корпораціями зі створенням  Об'єднаної африканської компанії. Після Lever Brothers в тому ж році об'єдналася з Dutch Margarine Union зі створенням компанії Unilever і Об'єднана африканська компанія увійшла в новий конгломерат.